# Euphorbia hindsiana
Euphorbia hindsiana es una especie fanerógama perteneciente a la familia de las euforbiáceas.  Es originaria de México (Baja California Sur, Guerrero).

## Taxonomía
Euphorbia hindsiana fue descrita por George Bentham y publicado en The Botany of the Voyage of H.M.S. Sulphur 51, pl. 24. 1844.
Etimología
Euphorbia: nombre genérico que deriva del médico griego del rey Juba II de Mauritania (52 a 50 a. C. - 23), Euphorbus, en su honor – o en alusión a su gran vientre –  ya que usaba médicamente Euphorbia resinifera. En 1753 Carlos Linneo asignó el nombre a todo el género.
hindsiana: epíteto otorgado  en honor de Richard Brinsley Hinds (1812 - 1847), cirujano de la Armada Británica que se embarcó como naturalista a bordo del HMS Sulphur alrededor de todo el mundo, recolectando muchas plantas.
Sinonimia
- Euphorbia californica var. hindsiana (Benth.) Wiggins
- Trichosterigma hindsianum (Benth.) Klotzsch & Garcke		[5][6]